# Ladislav Fládr
Ladislav Fládr (27. června 1935 Chlumčany – 29. srpna 2007 Plzeň) byl český sochař, medailér a pedagog.

## Život
Studoval na Pedagogické fakultě v Plzni a v Prešově obor matematika a výtvarná výchova. Dlouhodobě působil jako ředitel Základní umělecké školy v Plzni, kde učil hlavně modelování a žákům byl příkladem svou vlastní sochařskou prací. V rámci své pedagogické činnosti vydal učebnici Modelování.
Již od roku 1964 byl členem Svazu československých výtvarných umělců. Dále byl členem Unie výtvarných umělců (UVU) plzeňské oblasti a Asociace umělců medailerů v Praze.
Ve své sochařské tvorbě se v podstatě neodchýlil od základního východiska, jímž se mu provždy stal kubismus. Náměty pro svá díla čerpal z každodenního života a z trvalých hodnot – žena, milenci, rodina, děti, lidské činnosti a práce. K vytváření svých děl používal různorodý materiál: kámen, šamot, pálená hlína, cement, cín, bronz. Vytvořil téměř dvě desítky rozměrných exteriérových plastik, keramických stěn a reliéfů na mnoha místech regionu – např. v Plzni, Tachově, Domažlicích, Rokycanech, Klatovech, Nýřanech a Horažďovicích.
Z oblasti medailí a plaket je nejznámější Pamětní medaile lékařské fakulty Univerzity Karlovy v Plzni. V rámci prezentace s FIDEM se zúčastňoval zahraničních výstav.

## Výstavy (sochy, plastiky a reliéfy)

### Samostatné (výběr)
- 1960 – Muzeum Chodska, Domažlice
- 1961 – Ostrov nad Ohří
- 1964 – Plzeň
- 1969 – Galerie díla, Plzeň
- 1981 – České Budějovice
- 1982 – Galerie Cheb
- 1983 – Kulturní středisko Luna, Plzeň
- 1984 – Galerie díla, Plzeň
- 1995 – Abensberg, SRN
- 1997 – Výstavní síň Díla, Plzeň
- 1998 – Muzeum Blovice
- 2001 – Galerie J.Trnky, Plzeň
- 2005 – Galerie Tábor
- 2008 – Galerie města Plzně
- 2008 – ART Centrum, Český Krumlov

### Společné
- 1967 – Výstava mladých ÚLUV, Praha
- 1968 – Salón mladých ÚLUV, Praha
- 1969 – Oldenburg, SRN
- 1969 – Bienále, Cheb
- 1969 – Krakov, PL
- 1979 – Mánes, Praha,
- 1986 – Mánes, Praha
- 1987 – Berlín, Německo
- 1988 – Mánes, Praha
- 2001 – Regensburg, Německo
- 2001 – Ohlasy kubismu v Plzni – Galerie Plzeň
- 2006 – ZPČ Galerie UVU plzeňské oblasti, Plzeň
- 2009 – ZPČ Muzeum UVU plzeňské oblasti, Plzeň

### Výstavy (medaile, plakety)
- 1989 – II. Mezinárodní kvadrienále medailí, Kremnice, SK (ČSR)
- 1991 – České dějiny na plaketě a medaili, Pražský hrad, Praha
- 1992 – První salón české medaile, Brno
- 1994 – Akt na medaili a plaketě, Brno
- 1996 – Česká medaile 1887 – 1996, Pražský hrad, Praha
- 1999 – Třetí salón medaile a plakety, Jablonec nad Nisou, Jihlava
- 2004 – Čtvrtý salón medaile, Uherské Hradiště, Hradec Králové, Plzeň, Praha
- 2004 – FIDEM XXIX Lisabon, Portugalsko
- 2007 – FIDEM XXX Colorado Springs, Colorado, USA
- 2008 – Současné české medailerské umění 1997 – 2007, Národní Muzeum, Praha

### Zastoupení ve sbírkách
- Národní galerie v Praze, Praha
- Západočeská galerie v Plzni, Plzeň
- Galerie výtvarného umění v Chebu, Cheb
- Galerie umění v Karlových Varech , Karlovy Vary
- Muzeum a galerie v Klatovech, galerie Klenová
- Muzeum Blovice,
- Artotéka města Plzně, Plzeň
- Galerie a sbírky v Německu a Dánsku – Waldsassenm, Oldenburg, Bonn, Německo, Dánsko
- Sverdlovsk, Rusko
- Soukromé sbírky v České republice, Slovenské republice, Rusku, Německu, USA a Dánsku